# Dyschoriste sagittata
Dyschoriste sagittata är en akantusväxtart som beskrevs av Clarence Emmeren Kobuski. Dyschoriste sagittata ingår i släktet Dyschoriste och familjen akantusväxter. Inga underarter finns listade i Catalogue of Life.